# ماك أو إس إكس 10.1
ماك أو إس إكس 10.1 والذي يرمز له باسم «پوما» هو ثاني إصدار رسمي لنظام ماك أو إس إكس، وهو نظام طورته شركة آبل للحواسيب الشخصية والسيرفر. جاء هذا النظام خلفاً لنظام ماك أو إس إكس شيتا وسلفاً لنظام ماك أو إس إكس جاجوار. تم إطلاق النسخة 10.1 من النظام في 25 سبتمبر 2001 كتحديث مجاني لمستخدمي نسخة 10.0، وقد جاء ذلك عقب الخطاب الذي ألقاه ستيف جوبز في مؤتمر دار سايبولد للطباعة بمدينة سان فرانسيسكو. بعد ذلك تم توزيعه على مستخدمي ماك في 25 أكتوبر 2001 بمتاجر آبل والموزعين المعتمدين لآبل. تم استقبال النظام من قبل المتابعين بشكل أفضل من سلفه، إلا أنه لم يسلم من بعض الانتقادات بخصوص نقص بعض المميزات ووجود بعض الأخطاء البرمجية.

## متطلبات النظام
- الحاوسيب المدعومة:
  - پاور ماكنتوش جي3، جي4، جي4 كيوب، آي ماك جي 3، إ ماك، پاوربوك، آي بوك.
- ذاكرة الدخول العشوائي:
  - 128 ميگابايت (الحد الأدنى الغير رسمي هو 64 ميجابايت)
- مساحة القرص الصلب:
  - 1500 جيجابايت

## الخصائص
- تحسينات في الأداء - قدم النظام تعديلات وتحسينات كبيرة في الأداء وتشمل أجزاء النظام كاملة.
- تسهيل إمكانية حرق الأقراص الضغوطة (CD) وأقراص الفيديو الرقمية (DVD).
- دعم قراءة أقراص الفيديو الرقمية.
- دعم المزيد من الطابعات (تم تعريف قرابة 200 طابعة لتعمل على النظام مباشرة) - وقد كانت هذه أحد الإشكاليات التي واجهها مستخدموا نسخة شيتا، حيث لم يستطع الكثير منهم تشغيل طابعاتهم على النظام.
- عرض المجسمات ثلاثية الأبعاد بشكل أسرع، حيث زادت سرعة العرض 20%.
- تطوير لغة آبل سكربت.
- كولور سينك - نظام إدارة الألوان.